# Adrián Marcos Fernández
Adrián Marcos Fernández (Avellaneda, Buenos Aires, Argentina; 20 de mayo de 2001) es un futbolista argentino que juega como extremo izquierdo en el Racing Club, de la Primera División de Argentina.

## Trayectoria
Adrián Fernández se formó en las juveniles del equipo del ascenso argentino Club Atlético San Telmo.
El 19 de julio de 2021 fue cedido al Club Atlético Colegiales donde jugó una temporada.
En 2022 volvería a defender los colores de San Telmo tras terminada su cesión. Disputaría 52 partidos marcando 5 goles y 11 asistencias. Debido a su gran habilidad futbolística fue apodado "el Riquelme de la B", en honor al exjugador Juan Román Riquelme. 
Durante la temporada 2024, San Telmo mostró un nivel de fútbol excepcional, siendo el plantel de menor presupuesto de la categoría, y Adrián Fernández era artífice de buena parte de ese gran rendimiento. Por esto, diversos clubes consultaron por él, pero los mayores candidatos eran el Central Córdoba de Pablo Toviggino y el Barracas Central de Claudio Tapia. Ante la negativa de las autoridades candomberas de cederlo sin cargo a estos equipos, eligiendo la opción de préstamo a Peñarol, siguiendo el deseo del jugador e ingresando un dinero importante, San Telmo fue perjudicado en múltiples ocasiones durante el resto del torneo, generando polémica e indignación en los espectadores del fútbol argentino, tanto así que se le descontaron tres puntos por incidentes con los cuales hubiera terminado como puntero de su zona. En la misma temporada, a Chacarita y Godoy Cruz se le descontaron también la misma cantidad de unidades por hechos aún más graves, y los mismos fueron devueltos al corto plazo.
El 9 de agosto de 2024 Fernández llegaría al futbol uruguayo en condición de préstamo vistiendo la camiseta del Club Atlético Peñarol.

## Estadísticas

### Clubes
Actualizado hasta su último partido disputado el 9 de agosto de 2025.
| Club                       | Div.          | Temporada     | Liga  | Liga  | Liga   | Copas nacionales | Copas nacionales | Copas nacionales | Copas internacionales | Copas internacionales | Copas internacionales | Total | Total | Total  |
| Club                       | Div.          | Temporada     | Part. | Goles | Asist. | Part.            | Goles            | Asist.           | Part.                 | Goles                 | Asist.                | Part. | Goles | Asist. |
| -------------------------- | ------------- | ------------- | ----- | ----- | ------ | ---------------- | ---------------- | ---------------- | --------------------- | --------------------- | --------------------- | ----- | ----- | ------ |
| C. A. San Telmo Argentina  | 3.ª           | 2019-20       | 6     | 0     | 0      | —                | —                | —                | —                     | —                     | —                     | 6     | 0     | 0      |
| C. A. San Telmo Argentina  | 2.ª           | 2020          | 1     | 0     | 0      | —                | —                | —                | —                     | —                     | —                     | 1     | 0     | 0      |
| C. A. San Telmo Argentina  | 2.ª           | 2021          | 4     | 0     | 0      | —                | —                | —                | —                     | —                     | —                     | 4     | 0     | 0      |
| C. A. Colegiales Argentina | 3.ª           | 2021          | 11    | 0     | 0      | —                | —                | —                | —                     | —                     | —                     | 11    | 0     | 0      |
| C. A. Colegiales Argentina | 3.ª           | 2022          | 22    | 1     | 1      | —                | —                | —                | —                     | —                     | —                     | 22    | 1     | 1      |
| C. A. Colegiales Argentina | Total club    | Total club    | 33    | 1     | 1      | 0                | 0                | 0                | 0                     | 0                     | 0                     | 33    | 1     | 1      |
| C. A. San Telmo Argentina  | 2.ª           | 2023          | 27    | 1     | 7      | —                | —                | —                | —                     | —                     | —                     | 27    | 1     | 7      |
| C. A. San Telmo Argentina  | 2.ª           | 2024          | 25    | 4     | 4      | —                | —                | —                | —                     | —                     | —                     | 25    | 4     | 4      |
| C. A. San Telmo Argentina  | Total club    | Total club    | 63    | 5     | 11     | 0                | 0                | 0                | 0                     | 0                     | 0                     | 63    | 5     | 11     |
| C. A. Peñarol · Uruguay    | 1.ª           | 2024          | 2     | 0     | 0      | —                | —                | —                | 1                     | 0                     | 0                     | 3     | 0     | 0      |
| C. A. Peñarol · Uruguay    | Total club    | Total club    | 2     | 0     | 0      | 0                | 0                | 0                | 1                     | 0                     | 0                     | 3     | 0     | 1      |
| Racing Club Argentina      | 1.ª           | 2025          | 10    | 0     | 1      | 1                | 0                | 0                | 1                     | 0                     | 0                     | 12    | 0     | 1      |
| Racing Club Argentina      | Total club    | Total club    | 10    | 0     | 1      | 1                | 0                | 0                | 1                     | 0                     | 0                     | 12    | 0     | 1      |
| Total carrera              | Total carrera | Total carrera | 108   | 6     | 13     | 1                | 0                | 0                | 2                     | 0                     | 0                     | 111   | 6     | 13     |
| 1. 2.                      |               |               |       |       |        |                  |                  |                  |                       |                       |                       |       |       |        |

## Palmarés

### Títulos nacionales
| Título                      | Club          | País    | Año    |
| --------------------------- | ------------- | ------- | ------ |
| Primera División de Uruguay | C. A. Peñarol | Uruguay | C-2024 |
| Campeonato Uruguayo         | C. A. Peñarol | Uruguay | 2024   |

### Títulos Internacionales
| Título              | Club        | Sede           | Año  |
| ------------------- | ----------- | -------------- | ---- |
| Recopa Sudamericana | Racing Club | Río de Janeiro | 2025 |